# Вашингтон Тауншип (округ Воррен, Нью-Джерсі)
Вашингтон Тауншип (англ. Washington Township) — селище (англ. township) в США, в окрузі Воррен штату Нью-Джерсі. Населення — 6492 особи (2020).

## Демографія
Згідно з переписом 2010 року, у селищі мешкала 6651 особа в 2380 домогосподарствах у складі 1899 родин. Було 2493 помешкання
Расовий склад населення:
| - 93,5 % — білих - 2,5 % — чорних або афроамериканців - 1,9 % — азіатів - 0,2 % — корінних американців |

До двох чи більше рас належало 1,2 %. Частка іспаномовних становила 4,4 % від усіх жителів.
За віковим діапазоном населення розподілялося таким чином: 24,8 % — особи молодші 18 років, 62,2 % — особи у віці 18—64 років, 13,0 % — особи у віці 65 років та старші. Медіана віку мешканця становила 42,2 року. На 100 осіб жіночої статі у селищі припадало 94,4 чоловіків;  на 100 жінок у віці від 18 років та старших — 93,2 чоловіків також старших 18 років.
Середній дохід на одне домашнє господарство  становив 104 024 долари США (медіана — 88 322), а середній дохід на одну сім'ю — 110 505 доларів (медіана — 97 697). Медіана доходів становила 72 070 доларів для чоловіків та 51 820 доларів для жінок. За межею бідності перебувало 1,6 % осіб, у тому числі 1,0 % дітей у віці до 18 років та 2,7 % осіб у віці 65 років та старших.
Цивільне працевлаштоване населення становило 3415 осіб. Основні галузі зайнятості: освіта, охорона здоров'я та соціальна допомога — 20,3 %, мистецтво, розваги та відпочинок — 14,8 %, науковці, спеціалісти, менеджери — 11,8 %, будівництво — 10,1 %.